# Zbrodnie w Sławentynie
Zbrodnie w Sławentynie – zbrodnie popełnione przez nacjonalistów ukraińskich na Polakach, mieszkańcach wsi Sławentyn położonej w dawnym powiecie podhajeckim województwa tarnopolskiego, w szczególności masakra dokonana w nocy z 17 na 18 września 1939 roku.
We wrześniu 1939 roku w Małopolsce Wschodniej doszło do zbrojnych wystąpień bojówek OUN. Sławentyn był położony w rejonie, gdzie natężenie rewolty kierowanej przez okręgowego prowidnyka OUN Hryhorija Goliasza „Beja” było największe.
Według świadectw zebranych przez Stowarzyszenie Upamiętniania Ofiar Zbrodni Ukraińskich Nacjonalistów w nocy z 17 na 18 września 1939 roku (pojawia się też data 7 września) Sławentyn zaatakowała bojówka OUN. Napastnicy, wśród których byli również ukraińscy mieszkańcy wsi, zabijali Polaków przy pomocy siekier, noży i wideł; do uciekających strzelano. Część ofiar torturowano przed śmiercią. Niektórzy ukraińscy mieszkańcy Sławentyna udzielali schronienia Polakom; Ukraińca Perekopa napastnicy zabili za odmowę wskazania miejsca ukrycia Władysława Świrza.
Ofiarą zbrodni padło, według różnych źródeł, od 50 do 85 Polaków, spalono także część zabudowań. Zdaniem Grzegorza Motyki masakra była zapowiedzią przyszłych czystek etnicznych.
W drugiej połowie 1943 roku doszło w Sławentynie do kolejnej zbrodni – członek OUN-B zabił 75-letnią kobietę o nazwisku Trybus oraz 3-osobową rodzinę Wierzbickich.
Obecnie w Sławentynie znajduje się kopiec i tablica ku czci OUN-UPA i „bohaterów ze Sławentyna”; ślady po bytności Polaków zostały zatarte.